# عباس علي (لاعب كريكت)
عباس علي (20 فبراير 1976 - ) هو لاعب كريكت هندي.

## وصلات خارجية
- عباس علي على موقع إي آس بي آن كريك إنفو (الإنجليزية)